# Bolanthus frankenioides
Bolanthus frankenioides là loài thực vật có hoa thuộc họ Cẩm chướng. Loài này được (Boiss.) Barkoudah mô tả khoa học đầu tiên năm 1962.